# ولسوالی درواز بالا
ولسوالی درواز بالا (نِسَی) یکی از ولسوالی‌های ولایت بدخشان در شمال خاوری افغانستان است؛ که دو ولسوالی دگر بنام شکی و درواز بالا در سال ۱۳۷۳ خورشیدی ازاین ولسوالی «دروازقدیم» جدا گردید. جمعیت این ناحیه نزدیک به ۲۴۶۰۰ نفر اعلام شده‌است. درگذشته آن بخشی از شاهزادگی نیمه خودسالاری با فرمانروایی درواز بود.